# Богджида
Богджида́ (тадж. Боғҷида) — село у складі Хатлонської області Таджикистану. Входить до складу Пахтаободського джамоату Шахрітуського району.
Населення — 1357 осіб (2017).